# Zenobio Baggioli
Zenobio Baggioli, noto anche con lo pseudonimo di Bizen (...), è un fumettista italiano.

## Biografia
Collaborò negli anni trenta con la case editrice S.A.E.V. di Lotario Vecchi disegnando storie a fumetti per pubblicazioni per ragazzi; in particolare, a causa della difficoltà dell'editore a reperire nuove storie originali di Superman dagli Stati Uniti d'America, venne incaricato di realizzare, insieme al fratello Vincenzo Baggioli, una serie di storie da pubblicare sugli Albi dell'Audacia che vennero pubblicate dopo le prime due storie degli autori americani Siegel e Shusterrinominando il personaggio come Ciclone. Graficamente Baggioli si rifece inizialmente allo stile originale di Shuster, per poi discostarsene, personalizzando il personaggio eliminandone il caratteristico simbolo dal petto disegnandolo come uno scudo con una palla in mezzo.
Nel dopoguerra collaborò principalmente con l'Editoriale Dardo; nei primi anni cinquanta collaborò con la Mondadori per il settimanale Topolino. Negli anni cinquanta realizzò la serie a fumetti Lello Kid.